# Estany de la Nou
L'Estany de la Nou est un lac d'Andorre situé dans la paroisse d'Escaldes-Engordany à une altitude de 2 230 m,.

## Toponymie
Estany provient du latin stagnum (« étendue d'eau ») qui a également donné estanque en espagnol et « étang » en français,. 
Le linguiste catalan Joan Coromines affirme une origine également latine à Nou qu'il associe à nux, nucis (« noix »). Le mot « noix » se dit d'ailleurs bien nou en catalan. Cette hypothèse ne convainc pas Anglada qui préfère y voir un dérivé du latin vulgaire naucus, lui même issu de navis, indiquant une issue d'eau souterraine,. D'autres toponymes, présentant des caractéristiques hydrographiques compatibles, et vraisemblablement construits sur la même racine viennent appuyer cette hypothèse tels que Nou Fonts (parc national d'Aigüestortes et lac Saint-Maurice). En ce sens, le toponyme Estany de la Nou serait à rapprocher d'autres toponymes andorrans construits sur la même racine : Font de Navina (près du col d'Ordino) et Naviners (près du lac d'Engolasters).

## Hydrographie
L'estany de la Nou est situé dans la vallée du Madriu-Perafita-Claror, classée au patrimoine mondial de l'UNESCO. Il se situe plus précisément dans la vallée de Perafita, en aval des étangs éponymes.  Il s'agit d'un lac d'origine glaciaire, d'une superficie de 1,2 ha,, possédant des eaux d'une grande pureté. Ses eaux rejoignent la Valira d'Orient par l'intermédiaire du riu de Perafita puis du riu Madriu. 
Les chutes de neige importantes que connaît le lac et les versants de sa vallée permettent de maintenir un débit relativement constant dans ses émissaires au cours de l'année. C'est ainsi qu'il est possible de dévier les eaux du riu Madriu par l'intermédiaire de tunnels souterrains vers le lac d'Engolasters en vue de produire de l'électricité,.

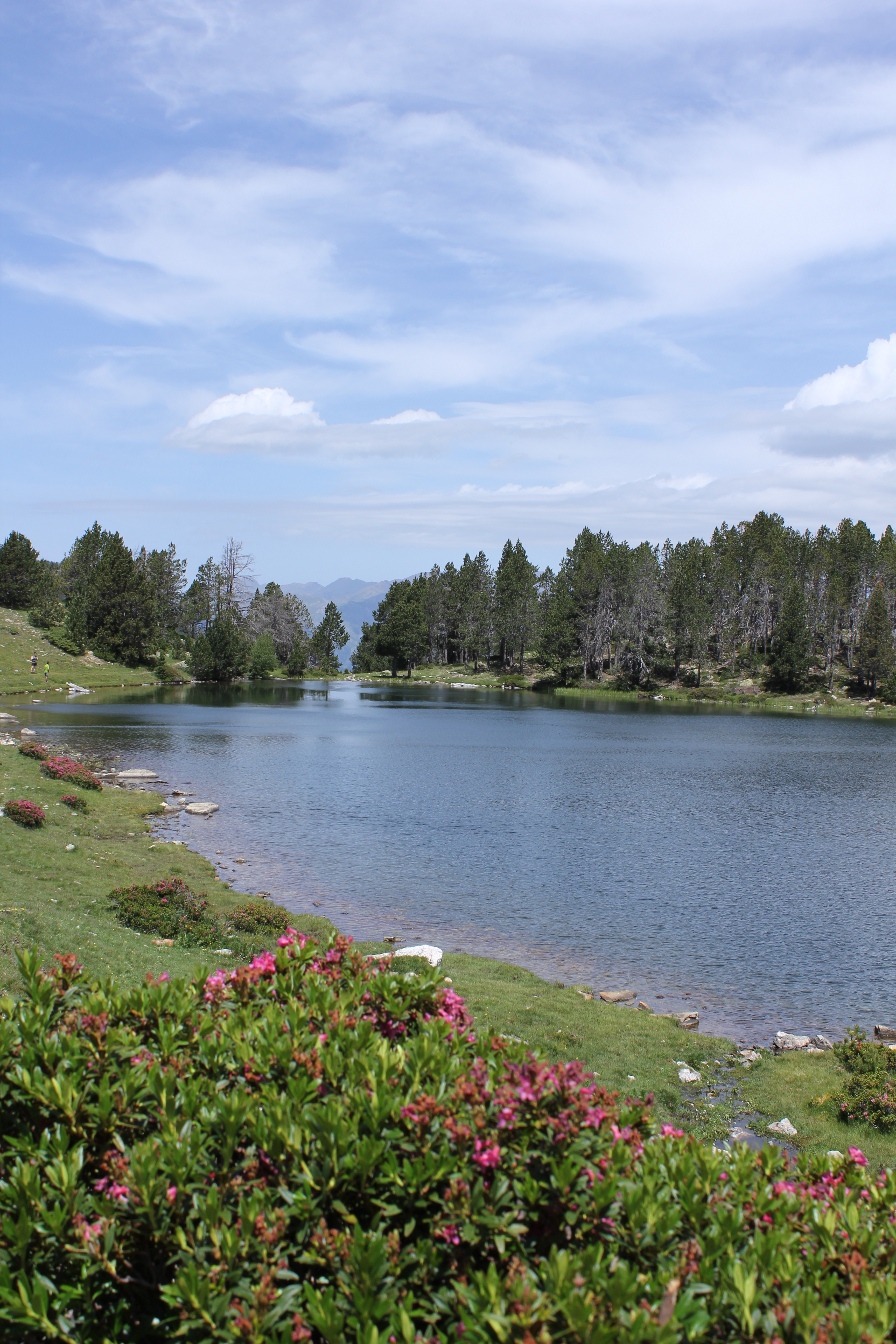
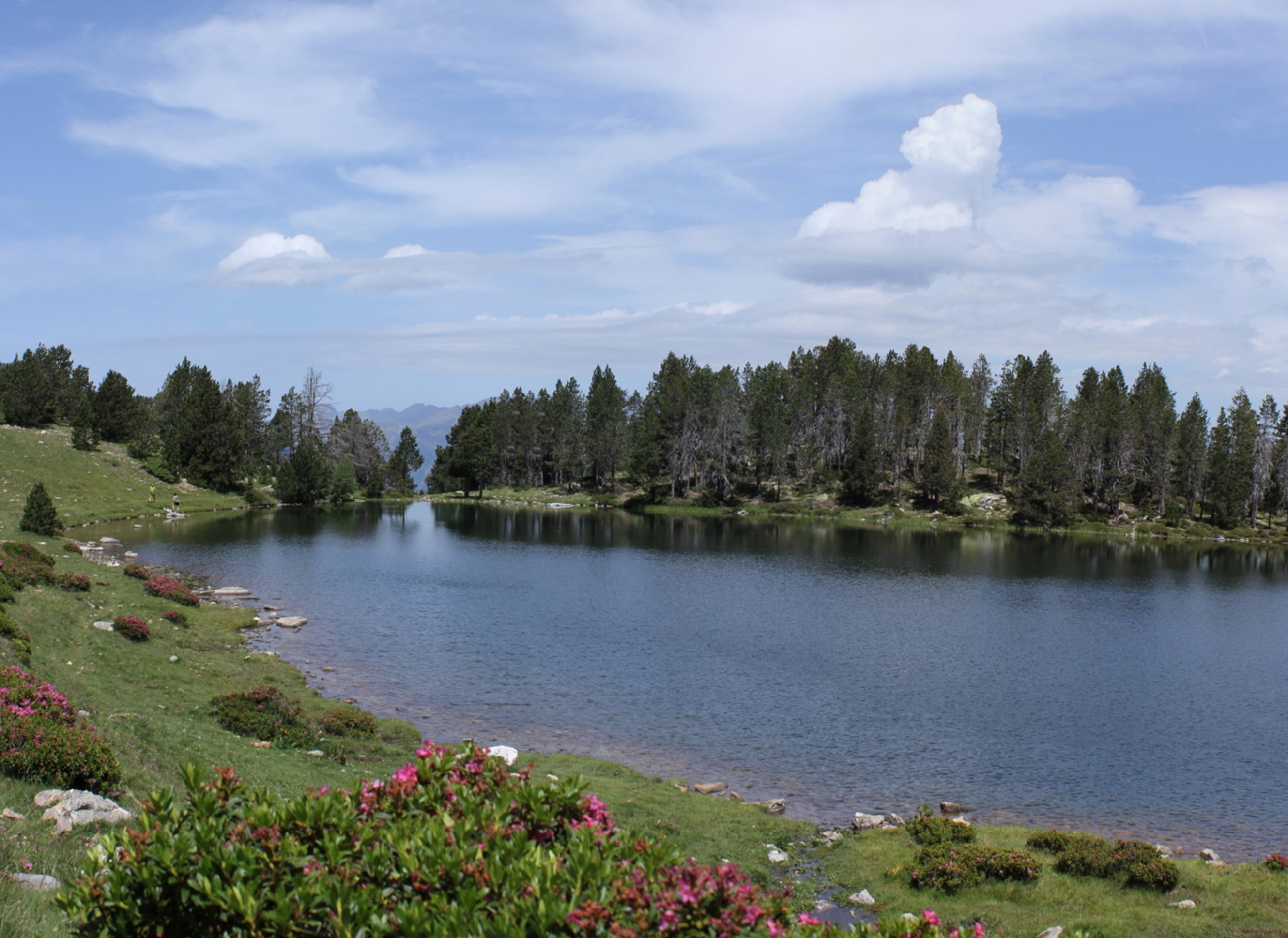

## Géologie
Comme l'ensemble de la principauté d'Andorre, le lac se trouve sur la chaîne axiale primaire des Pyrénées. Le socle rocheux y est formé de granite, comme dans tout le Sud-Est de l'Andorre, en raison de la présence du batholite granitique de Mont-Louis-Andorre s'étendant jusqu'en Espagne et couvrant une surface de 600 km2.

## Climat
| Mois                              | jan. | fév. | mars | avril | mai   | juin  | jui. | août | sep.  | oct. | nov.  | déc. | année   |
| --------------------------------- | ---- | ---- | ---- | ----- | ----- | ----- | ---- | ---- | ----- | ---- | ----- | ---- | ------- |
| Température minimale moyenne (°C) | −4,4 | −4,9 | −3,3 | −1,7  | 1,8   | 5,4   | 8    | 7,8  | 5,3   | 2,5  | −1,2  | −3,3 | 1,1     |
| Température moyenne (°C)          | −1,8 | −1,4 | 0,6  | 1,8   | 6,1   | 10,4  | 13,7 | 13,4 | 10,1  | 6,2  | 1,5   | −0,9 | 4,9     |
| Température maximale moyenne (°C) | 0,9  | 1,9  | 4,6  | 5,4   | 10    | 15,4  | 19,2 | 18,4 | 14,4  | 9,7  | 4,4   | 1,7  | 8,7     |
| Précipitations (mm)               | 65,1 | 31,5 | 45,6 | 88,1  | 117,4 | 110,3 | 84,5 | 99,9 | 100,1 | 98,2 | 110,4 | 81,7 | 1 032,8 |

## Randonnée
Le lac est accessible notamment par le GR 11 et se trouve également sur le trajet du GRP d'Andorre, une boucle s'étendant sur environ 120 km au travers de toutes les paroisses du pays. Le refuge de Perafita (d'une capacité d'accueil de 6 personnes,) ainsi que le refuge de Claror (d'une capacité d'accueil de 20 personnes) sont à moins de 1 km du lac.

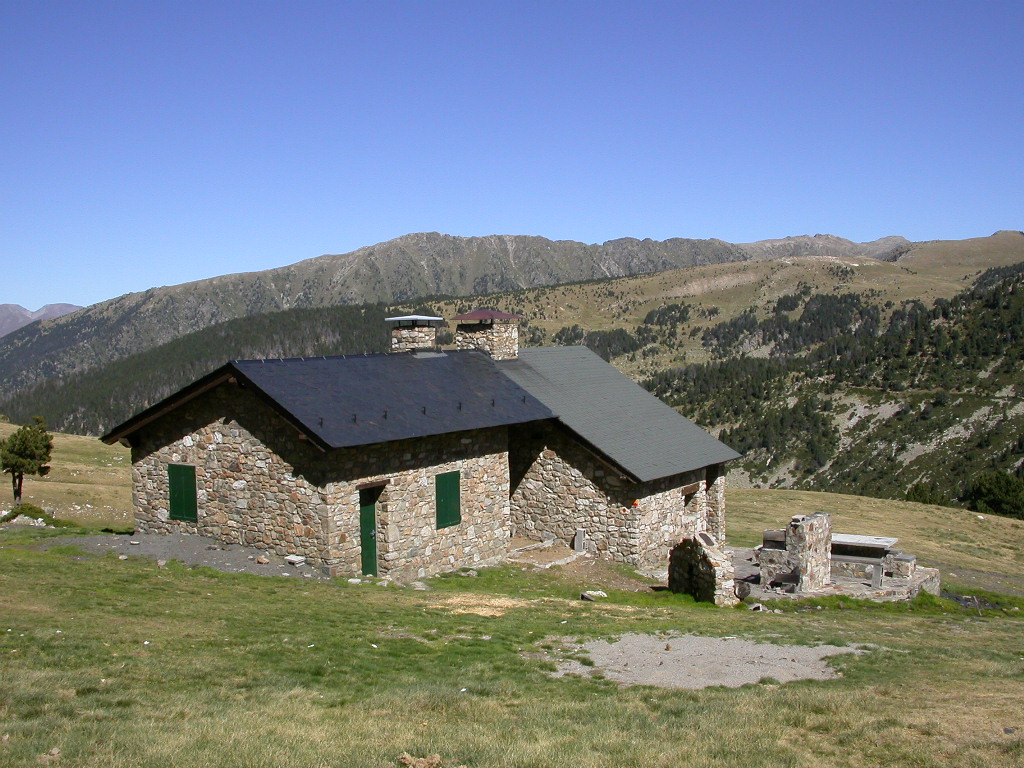
Le refuge de Claror
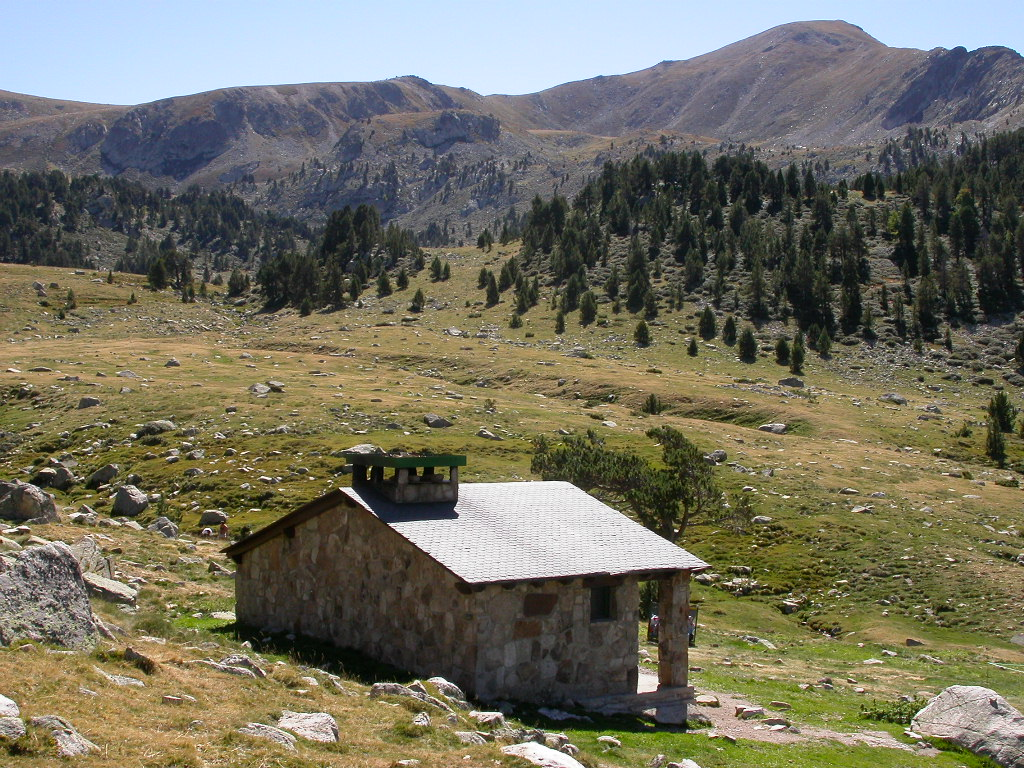
Le refuge de Perafita

## Faune et flore
Les environs du lacs sont principalement composés de pelouses à Nardus stricta, espèce de graminées occupant typiquement les zones déboisées de l'étage subalpin,. Les zones boisées adjacentes au lac abritent des pins à crochets (Pinus uncinata) et des rhododendrons (Rhododendron ferrugineum).

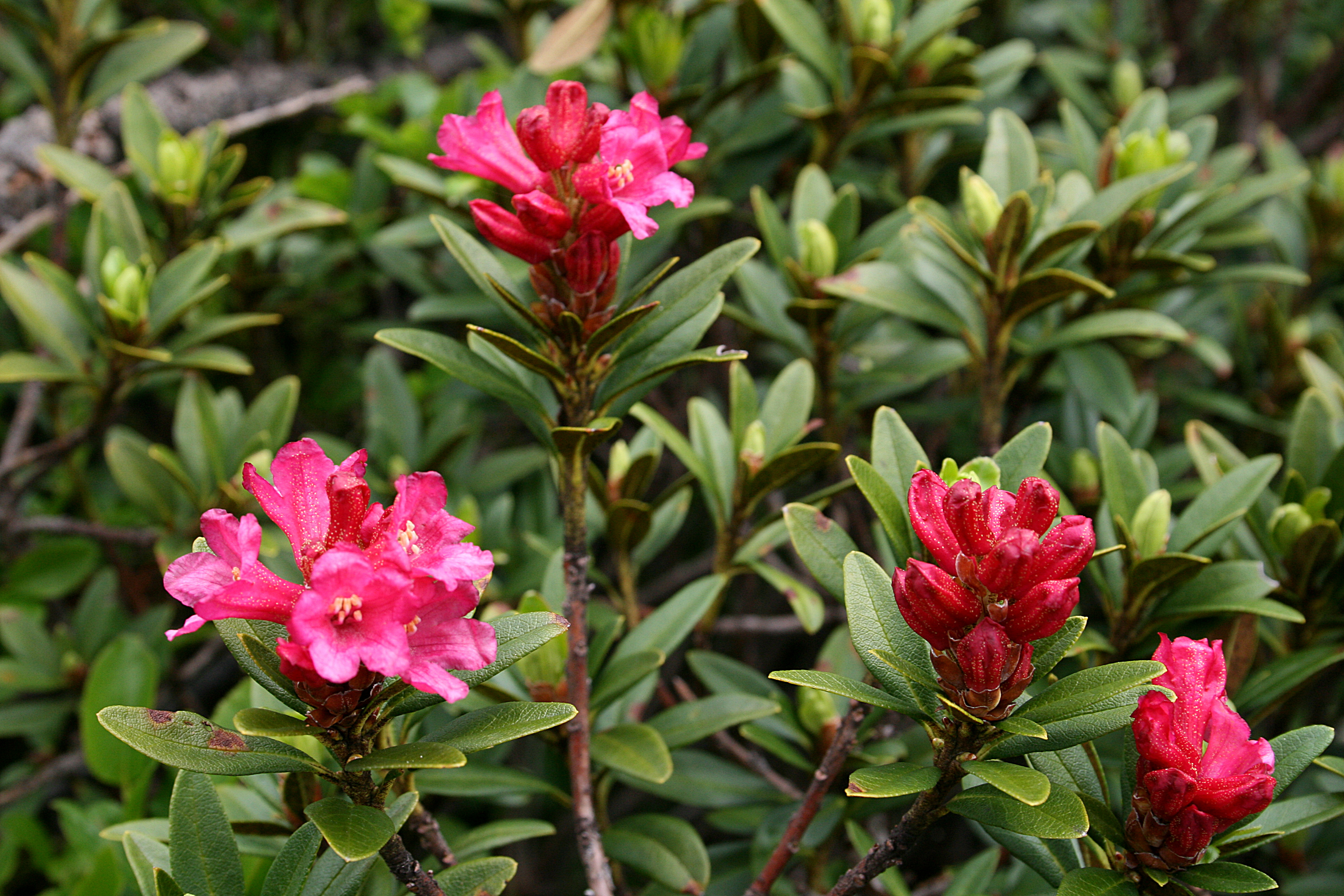
Rhododendron ferrugineum
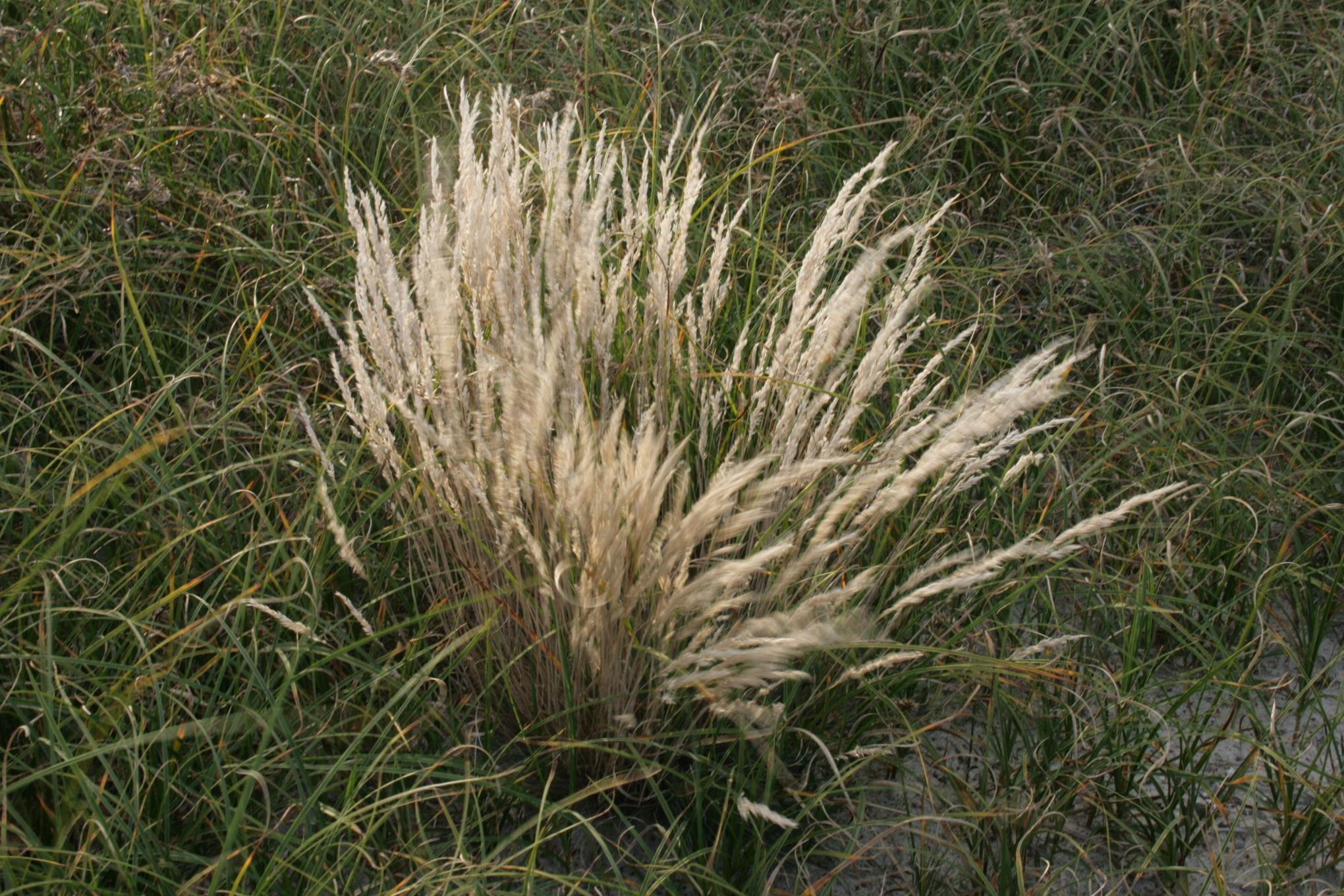
Nardus stricta